# Вастеркінген
Вастеркінген (нім. Wasterkingen) — громада  в Швейцарії в кантоні Цюрих, округ Бюлах.

## Географія
Громада розташована на відстані близько 110 км на північний схід від Берна, 25 км на північ від Цюриха.
Вастеркінген має площу 4 км², з яких на 7,4% дозволяється будівництво (житлове та будівництво доріг), 49% використовуються в сільськогосподарських цілях, 43,4% зайнято лісами, 0,3% не є продуктивними (річки, льодовики або гори).

## Демографія
2019 року в громаді мешкало 563 особи (+0,7% порівняно з 2010 роком), іноземців було 9,6%. Густота населення становила 142 осіб/км².
За віковим діапазоном населення розподілялося таким чином: 20,2% — особи молодші 20 років, 59,3% — особи у віці 20—64 років, 20,4% — особи у віці 65 років та старші. Було 251 помешкань (у середньому 2,2 особи в помешканні).
Із загальної кількості 74 працюючих 18 було зайнятих в первинному секторі, 12 — в обробній промисловості, 44 — в галузі послуг.